# Globia oblonga
Globia oblonga là một loài bướm đêm thuộc họ Noctuidae. Loài này dược tìm thấy ở miền nam Canada từ Maritimes tới British Columbia, phía nam đến Vịnh Mexico và miền nam California.
Sải cánh dài 35–50 mm. Con trưởng thành bay từ tháng 6 đến tháng 9 tùy theo địa điểm. Có một lứa một năm.
Ấu trùng ban đầu ăn lá cây và sau đó đục thân các loài Typha và Scirpus.